# Jean-Pierre Boyer (chanteur)
Pour les articles homonymes, voir Jean-Pierre Boyer et Boyer.
Jean-Pierre Boyer, né le 22 septembre 1952 à Saint-Denis de La Réunion, est un chanteur français de séga et de chansons romantiques.

## Biographie
Jean-Pierre Boyer est né à Saint-Denis sur l'île de La Réunion dans une famille modeste. Il apprend la soudure à la Sakay à Madagascar et en Alsace, à Mulhouse, avec l'aide du Bumidom. 
Il fait ses premières expériences de scène musicale dans de petits orchestres de l’île à l'âge de 16 ans. En 1980, il enregistre son premier 45 tours : Ça Ti fille la. Quatre 45 tours suivront ainsi que 19 albums. Il chante dans diverses salles de spectacle de la métropole et de l’île de La Réunion.
Il est sacré n°1 des chanteurs réunionnais en 1984 au Concours référendum des îles organisé par R.F.O réunion et Télé 7 Jours Réunion. Il obtient ce titre aussi les cinq années suivantes. Il est nommé aux  Maracas d'or en 1985 et les obtient en 1986. La Société Normandie transite lui attribue le prix de la vocation en 1987. Il obtient le trophée Caribbean Music Awards, le D’ynamitch D’Or le 13 novembre 2010.
Il rentre définitivement à l’île de La Réunion le 1er décembre 2012. Il publie un livre autobiographique, Du bidonville aux feux de la rampe, en 2013 aux éditions Azalées.

## Discographie
- 1980 : Ça Ti fille la. 45T Playa (PS 10025)
- 1983 : La Misère. 45T Playa (PS 10038)
- 1983 : Je ne peux t'oublier. 45T Playa (PS 10041)
- 1984 : Savoir se quitter. 45T Playa (PS 10044)
- 1984 : Ti femme z'oreille. 33T Playa (LPP 217), K7 Playa (KP 9217)
- 1985 : Mais qu'est-ce que t'as. 45T Playa (PS 10047), 33T Playa (LPP 222)
- 1986 : Je viens d'une île. 33T Playa (LPP 223), K7 Playa (KP 9223), CD Playa (65010)
- 1987 : Soleil pas soleil. 33T Playa (LPP 227), K7 Playa (KP 9227)
- 1988 : Tit fleur fanée. CD Playa (PS 65022)
- 1989 : Tit fleur fanée. 33T Playa (LPL 232), K7 Playa (KP 9232)
- 1990 : Fait pas le z'oreille. CD Playa (PS 65055), K7 Playa (KP 95055)
- 1991 : Look a li. K7 Oasis (MC 33407), CD Oasis (SD30 33407)
- 1993 : Créolia. K7 Playa (KP 95108), CD Playa (PS 65108)
- 1995 : Griller pistache. CD Playa (PS65146)
- 1996 : Les Grands slows de JPB. CD Playa (PS 65169)
- 1997 : Main dans la main. CD Discorama (9706), K7 Discorama (9706)
- 2001 : Compilation Segas. CD Playa (PS 66406)
- 2003 : Mon ti l'auto. CD Playa (PS 66407)
- 2004 : Compil, Claire-Fontaine et Jean-Pierre Boyer. CD Playa (SA 141103)
- 2005 : Best-of. DVD Playa (PS 69006)
- 2008 : Compil. Bonne fête maman. CD Discorama
- 2009 : Loin de mon île. CD Oasis / Piros
- 2010 : Les plus belles chansons d'amour de J-P. Boyer. CD Oasis / Piros
- 2013 : Où sa va. CD, distribution Josian GJH Music
- 2014 : Karaoké, Vol .1. DVD Distribution Josian GJH Music
- 2015 : Les Belles Romances de Jean-Pierre Boyer. CD distribution Josian GJH Music
- 2015 : Karaoké, Vol . 2. DVD Distribution Josian GJH Music
- 2017 : Les Meilleurs Clips de Jean-Pierre Boyer. DVD Distribution Josian GJH Music
- 2018 : À la noute Séga. CD Distribution Josian GJH Music

## Publication
- Du bidonville aux feux de la rampe, 2013, éditions Azalées  (ISBN 978-2360660629)